# Politika
Politika (in serbo Политика?) è un quotidiano nazionale serbo. Fu fondato il 25 gennaio 1904 da Vladislav Ribnikar. Sin dagli inizi, Politika ha aperto le sue pagine a personaggi di spicco della società serba e, più tardi, jugoslava. Tra i contributi notevoli si ricordano: Branislav Nušić, Ivo Andrić, Vasa Popović, Zuko Džumhur, Ljubomir Vukadinović, Miroslav Radojčić, Mose Pijade, e altri.
Attualmente viene pubblicato dalla Politika Newspapers and Magazines (PNM), una join venture tra Politika A.D., una compagnia privata, e la Westdeutsche Allgemeine Zeitung (WAZ), la quale detiene il 50% del capitale.
La PNM pubblica anche un quotidiano sportivo, Sportski žurnal; un quotidiano sull'informatica e sulle nuove tecnologie, Svet kompjutera; e numerose altre pubblicazioni, incluso il Politikin Zabavnik, fondato nel 1939. In Serbia e Montenegro circa 1.100 rivenditori sono di proprietà della PNM.
RTV Politica venne fondata nel 1990 e la quota di maggioranza è di proprietà della Politika A.D. sopracitata. Possiede ripetitori e frequenze proprie che coprono la maggior parte del territorio della Serbia e più del 90% della popolazione della Serbia.
Dal 2 aprile 2007 Politika A.D. è quotata nella borsa di Belgrado (Beogradska Berza, BELEX).